# جاكسون كولمان
جاكسون كولمان (18 ديسمبر 1991 - ) (بالإنجليزية: Jackson Coleman)‏ هو لاعب كريكت أسترالي. لعب مع فريق فكتوريا للكريكت وفريق أستراليا 11 ‏ وميلبورن ستارز ‏.

## وصلات خارجية
- جاكسون كولمان على موقع إي آس بي آن كريك إنفو (الإنجليزية)